# Districte de Simla
El districte de Simla o Shimla és una divisió administrativa de l'estat d'Himachal Pradesh a l'Índia, amb capital a Simla o Shimla. Té una superfície de 5.131 km² i una població de 721.745 habitants.
El districte està format per set subdivisions, 10 blocs de desenvolupament (blocks), diotze tehsils i cinc subtehsils.
Subdivisions:
- Shimla (Urbana)
- Shimla (Rural)
- Theog
- Rampur
- Rohru
- Chopal
- Dodra-Kwar

Blocs:
- Mashobra
- Basantpur
- Rampur
- Narkanda
- Chauhara
- Jubbal
- Theog
- Rohru
- Chopal
- Nankhari

Tehsils:
- Shimla (Urbà)
- Shimla (Rural)
- Sunni
- Kumarsein
- Jubbal
- Rampur
- Kotkhai
- Jubbal
- Chirgaon
- Rohru
- Chopal
- Dodra-Kwar

Subtehsils
- Tikkar
- Nankhari
- Nerwa
- Kupwi
- Junga

## Història
Antigament els diversos estats de les muntanyes Simla, així com algunes parts exterior de Kangra formaven part del regne katoch de Jalandhar, però ensorrat aquest estat, va quedar regit per petits rages fins al començament del segle xix, quan foren ocupats pels gurkhes vers 1805. Els britànics van envair la zona el 1815 i van dominar tot el territori entre el riu Sarda i el Sutlej. Kumaon i Dehradun, a l'est, al modern Uttarakhand, van integrar el territori britànic. Algunes poblacions foren retingudes com a posicions militars i una part de l'estat de Keonthal va ser venuda al raja de Patiala, però la resta del territori fou restaurada als antics prínceps (1815-1816). Tehri-Garhwal va quedar inclòs de manera permanent dins del que foren primer les Províncies Cedides i Conquerides, després efímerament presidència d'Agra i després les Províncies del Nord-oest; la resta d'estats, coneguts com a estats de les Muntanyes de Simla, foren agregats després del 1857 al govern del Panjab.
El districte de Simla estava format per nou petits trossos de territoris dispersos entremig dels estats de les muntanyes Simla (Simla Hill States). Formava part de la província del Panjab i després va quedar inclòs dins de la divisió de Delhi. La superfície era de 261 km², un dels més petits districtes de l'Índia Britànica. La població de Simla, la capital, ocupava 15 km² i tenia al nord-est les parganes de Kot Khai i Kotgarh; en feia part també el territori de Bharauli, una estreta franja muntanyosa entre Sabathu i Kiarighat, de 12 km de llarg i entre 4 i 9 km d'ample; a més hi havia els cantonments de Jutogh, Sabathu, Solon, Dagshai i Sanawar (amb l'asil militar Lawrence). Aquestos territoris foren adquirits a partir de la guerra Gurkha de 1814-1816.
Simla mateix fou retinguda el 1816 i una part addicional adquirida a Keonthal el 1830. La comarca de Jutogh, fou bescanviada amb Patiala el 1843, a canvi de dos pobles a Bharauli. Kot Khai i Kotgarh, van passar a mans britàniques per abdicació del rana de Ratesh o Kot que no volia governar més. Sabathu fou conservada el 1816 com a fort militar i altres territoris menors es van afegir a diverses dates. El 1899, Kasauli i Kalka, que eren del districte, foren transferides al districte d'Ambala.
Hi havia 6 ciutats i 45 pobles. La població era:
- 1881: 36.119
- 1891: 35.851
- 1901: 40.351

No obstant cal considerar que la població de Simla sola arribava a l'estiu a 45.587 (1904) dels quals 35.250 dins els límits del municipi. A efectes administratius estava dividit en dos subtahsils:
- Simla-Bharauli (capital Simla)
- Kotkhai-Kotgarh (capital Kotkhai)

Simla era capital d'estiu del govern general de l'Índia. La població era pràcticament tota hindú i la llengua corrent el pahari. A la població rurals destacaven els kanets, seguits de dagis i kolis.
Després de la independència el districte de Simla va continuar fins a l'1 de setembre de 1972 quan l'antic districte de Mahasu fou segregat formant amb una part del sue territori el districte de Solan i la resta (la part major) es va unir al districte de Simla formant el nou districte de Simla molt més gran, dins l'estat d'Himachal Pradesh.